# エールフランス1611便火災墜落事故
エールフランス1611便火災墜落事故とは、1968年に地中海上空で発生した航空事故である。

## 事故の概略
1611便はコルシカ島のアジャクシオからニース行きのフランス国内線として運行されていた。しかし現地時間の午前10時半頃に着陸しようとしていたニースの沖合い40kmの地中海で消息を絶った。搭乗員に生存者はいなかった。
事故の直前3分前に操縦乗員からトラブルが発生したと送信があり、機内で火災が発生したと告げていた。1611便の最後の通信は「このままだと、墜落する」であった。
事故機の残骸は深さ2300mの海底で発見され、2年をかけてそのうち10トン弱が回収された。回収された残骸から事故機は海面に急角度で衝突したことが判明し、客室右後部から火災の痕跡が発見された。

## 事故の原因

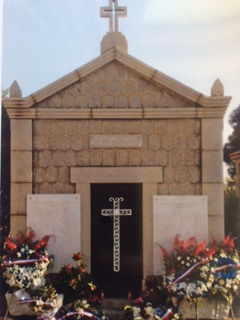
追悼碑

事故当時に行われた調査では、事故の経過としてまず右の便所とギャレー近辺から出火したとされた。出火原因としては、温水器の故障で電気火災が発生したか、便所のごみ箱に乗客が火を充分に消していないタバコの吸殻を捨てたことのいずれかだろうと推定されたが、断定できなかった。
また、急角度で海面に激突する直前に操縦不能に陥っていたことが判明した。その原因として操縦席に火災から逃れようとした乗客が殺到して操縦が妨げられたか、操縦士が煙を吸い込んで意識を失ったかのいずれかだとされた。
しかし、事故から43年後の2011年、元フランス軍軍事長官ミシェル・ラティがフランスのテレビ局TF1の番組に出演し、「あの事故はフランス軍が誤ってエールフランス機を撃墜したのが真相だ」と
証言した。彼は「当時フランス軍はルヴァン島のミサイルテストセンターで地対空ミサイルの発射実験を行っていて、古い軍用機をテスト用標的として発射されるようにプログラムされていたが、レーダー探知範囲に入ったエールフランス機に誤って発射された」「弾頭はテスト用のダミーだったので、命中しても空中で大爆発を起こすことなくあのような墜落に至った」と語った。これを切っ掛けとして事故原因の再調査を求める動きが起き、2019年9月にエマニュエル・マクロン大統領によって事故関連の軍事機密を解除・公開するに至っている。